# Stałe fizyczne
Stała fizyczna (łac. constans) – wielkość fizyczna, która nie zmienia się w czasie i przestrzeni.

## Podstawowe stałe fizyczne
| Nazwa stałej                                                      | Symbol                            | Wartość                              | Jednostka   | {\displaystyle u_{r}}* | Źródło |
| ----------------------------------------------------------------- | --------------------------------- | ------------------------------------ | ----------- | ---------------------- | ------ |
| Stałe uniwersalne                                                 |                                   |                                      |             |                        |        |
| Prędkość światła w próżni                                         | {\displaystyle c}                 | 299 792 458                          | m·s−1       | (dokładnie)            | [ 1 ]  |
| Stała magnetyczna                                                 | {\displaystyle \mu _{0}}          | 4π·10−7 = 1,256 637 062 12(19) ·10−6 | N·A−2       | 1,5·10−10              | [ 4 ]  |
| Stała elektryczna                                                 | {\displaystyle \varepsilon _{0}}  | 107/4πc² = 8,854 187 8128(13)·10−12  | F·m−1       | 1,5·10−10              | [ 6 ]  |
| Impedancja właściwa próżni                                        | {\displaystyle Z_{0}}             | 376,730 313 668(57)                  | Ω           | 1,5·10−10              | [ 7 ]  |
| Stała grawitacji                                                  | {\displaystyle G}                 | 6,674 30(15)·10−11                   | m³·kg−1·s−2 | 2,2·10−5               | [ 8 ]  |
| Stała Plancka                                                     | {\displaystyle h}                 | 6,626 070 15·10−34                   | J·s         | (dokładnie)            | [ 9 ]  |
| Stała Plancka                                                     | {\displaystyle h}                 | 4,135 667 696·10−15                  | eV·s        | (dokładnie)            | [ 10 ] |
| Zredukowana stała Plancka                                         | {\displaystyle \hbar }            | 1,054 571 817·10−34                  | J·s         | (dokładnie)            | [ 11 ] |
| Zredukowana stała Plancka                                         | {\displaystyle \hbar }            | 6,582 119 569·10−16                  | eV·s        | (dokładnie)            | [ 12 ] |
| Masa Plancka                                                      | {\displaystyle m_{p}}             | 2,176 434(24)·10−8                   | kg          | 1,1·10−5               | [ 13 ] |
| Długość Plancka                                                   | {\displaystyle l_{p}}             | 1,616 255(18)·10−35                  | m           | 1,1·10−5               | [ 14 ] |
| Czas Plancka                                                      | {\displaystyle t_{p}}             | 5,391 247(60)·10−44                  | s           | 1,1·10−5               | [ 15 ] |
| Stałe elektromagnetyczne                                          |                                   |                                      |             |                        |        |
| Ładunek elementarny                                               | {\displaystyle e}                 | 1,602 176 634·10−19                  | C           | (dokładnie)            | [ 9 ]  |
| Magneton Bohra                                                    | {\displaystyle \mu _{B}}          | 9,274 010 0783(28)·10−24             | J·T−1       | 3,0·10−10              | [ 16 ] |
| Magneton jądrowy                                                  | {\displaystyle \mu _{N}}          | 5,050 783 7461(15)·10−27             | J·T−1       | 3,1·10−10              | [ 17 ] |
| Stałe atomowe i jądrowe                                           |                                   |                                      |             |                        |        |
| Energia Hartree’go                                                | {\displaystyle E_{h}}             | 4,359 744 722 2071(85)·10−18         | J           | 1,9·10−12              | [ 18 ] |
| Jednostka masy atomowej                                           | {\displaystyle m_{u}}             | 1,660 539 066 60(50)·10−27           | kg          | 3,0·10−10              | [ 19 ] |
| Odwrotność stałej struktury subtelnej                             | {\displaystyle \alpha ^{-1}}      | 137,035 999 084(21)                  |             | 1,5·10−10              | [ 20 ] |
| Promień atomu Bohra                                               | {\displaystyle a_{0}}             | 5,291 772 109 03(80)·10−11           | m           | 1,5·10−10              | [ 21 ] |
| Stała struktury subtelnej                                         | {\displaystyle \alpha }           | 7,297 352 5693(11)·10−3              |             | 1,5·10−10              | [ 22 ] |
| Elektron {\displaystyle e^{-}}                                    |                                   |                                      |             |                        |        |
| Czynnik g elektronu                                               | {\displaystyle g_{e}}             | −2,002 319 304 362 56(35)            |             | 1,7·10−13              | [ 23 ] |
| Energia spoczynkowa elektronu                                     | {\displaystyle m_{e}c^{2}}        | 8,187 105 7769(25)·10−14             | J           | 3,0·10−10              | [ 24 ] |
| Energia spoczynkowa elektronu                                     | {\displaystyle m_{e}c^{2}}        | 0,510 998 950 00(15)                 | MeV         | 3,0·10−10              | [ 25 ] |
| Masa spoczynkowa elektronu                                        | {\displaystyle m_{e}}             | 9,109 383 7015(28)·10−31             | kg          | 3,0·10−10              | [ 26 ] |
| Masa spoczynkowa elektronu                                        | {\displaystyle m_{e}}             | 5,485 799 090 65(16)·10−4            | u           | 2,9·10−11              | [ 27 ] |
| Moment magnetyczny elektronu                                      | {\displaystyle \mu _{e}}          | −9,284 764 7043(28)·10−24            | J·T−1       | 3,0·10−10              | [ 28 ] |
| Stosunek ładunku do masy dla elektronu                            | {\displaystyle -e/m_{e}}          | −1,758 820 010 76(53)·1011           | C·kg−1      | 3,0·10−10              | [ 29 ] |
| Proton {\displaystyle p}                                          |                                   |                                      |             |                        |        |
| Energia spoczynkowa protonu w MeV                                 | {\displaystyle m_{p}c^{2}}        | 938,272 088 16(29)                   | MeV         | 3,1·10−10              | [ 30 ] |
| Stosunek żyromagnetyczny protonu                                  | {\displaystyle \gamma _{p}}       | 2,675 221 8744(11)·108               | s−1·T−1     | 4,2·10−10              | [ 31 ] |
| Masa spoczynkowa protonu                                          | {\displaystyle m_{p}}             | 1,672 621 923 69(51)·10−27           | kg          | 3,1·10−10              | [ 32 ] |
| Moment magnetyczny protonu                                        | {\displaystyle \mu _{p}}          | 1,410 606 797 36(60)·10−26           | J·T−1       | 4,2·10−10              | [ 33 ] |
| Moment magnetyczny protonu – stosunek do magnetonu Bohra          | {\displaystyle \mu _{p}/\mu _{B}} | 1,521 032 202 30(46)·10−3            |             | 3,0·10−10              | [ 34 ] |
| Współczynnik żyromagnetyczny protonu                              | {\displaystyle \gamma _{p}/2\pi } | 42,577 478 518(18)                   | MHz·T−1     | 4,2·10−10              | [ 35 ] |
| Neutron {\displaystyle n}                                         |                                   |                                      |             |                        |        |
| Energia spoczynkowa neutronu w MeV                                | {\displaystyle m_{n}c^{2}}        | 939,565 420 52(54)                   | MeV         | 5,7·10−10              | [ 36 ] |
| Masa spoczynkowa neutronu                                         | {\displaystyle m_{n}}             | 1,674 927 498 04(95)·10−27           | kg          | 5,7·10−10              | [ 37 ] |
| Stałe fizykochemiczne                                             |                                   |                                      |             |                        |        |
| Pierwsza stała promieniowania                                     | {\displaystyle v_{1}}             | 3,741 771 852·10−16                  | W·m²        | (dokładnie)            | [ 38 ] |
| Druga stała promieniowania                                        | {\displaystyle c_{2}}             | 1,438 776 887·10−2                   | m·K         | (dokładnie)            | [ 39 ] |
| Stała Avogadra (liczba Avogadra)                                  | {\displaystyle N_{A}}             | 6,022 140 76·1023                    | mol−1       | (dokładnie)            | [ 9 ]  |
| Stała Boltzmanna                                                  | {\displaystyle k}                 | 1,380 649·10−23                      | J·K−1       | (dokładnie)            | [ 9 ]  |
| Stała Faradaya                                                    | {\displaystyle F}                 | 96 485,332 12                        | C·mol−1     | (dokładnie)            | [ 40 ] |
| Stała gazowa (na 1 mol)                                           | {\displaystyle R}                 | 8,314 462 618                        | J·mol−1·K−1 | (dokładnie)            | [ 41 ] |
| Stała Loschmidta (w T = 273,15 K, p = 100 kPa)                    | {\displaystyle n_{0}}             | 2,651 645 804·1025                   | m−3         | (dokładnie)            | [ 42 ] |
| Objętość molowa gazu doskonałego (w T = 273,15 K, p = 101 325 Pa) | {\displaystyle v_{m}}             | 22,413 969 54·10−3                   | m³·mol−1    | (dokładnie)            | [ 43 ] |
| Stała przesunięć Wiena                                            | {\displaystyle b}                 | 2,897 771 955·10−3                   | m·K         | (dokładnie)            | [ 44 ] |
| Stała Rydberga                                                    | {\displaystyle R_{\infty }}       | 10 973 731,568 160(21)               | m−1         | 1,9·10−12              | [ 45 ] |
| Stała Stefana-Boltzmanna                                          | {\displaystyle \sigma }           | 5,670 374 419·10−8                   | W·m−2·K−4   | (dokładnie)            | [ 46 ] |

* {\displaystyle u_{r}} – względna niepewność standardowa.

## Stałe fundamentalne
Eyvind H. Wichmann twierdził, że naprawdę fundamentalne stałe są bezwymiarowe, gdyż jednostki zależą od wymiarów człowieka. Proponował następujące wielkości:
1. stała struktury subtelnej
{\displaystyle \alpha ={\frac {e^{2}}{\hbar c}}\approx {\frac {1}{137}}}
2. stosunek masy elektronu do masy protonu
{\displaystyle \beta ={\frac {m}{M_{p}}}\approx {\frac {1}{1836}}}
3. stała grawitacji w jednostkach naturalnych
{\displaystyle \gamma ={\frac {(M_{p}^{2}G)/(\hbar \ M_{p}c)}{M_{p}c^{2}}}\approx 5{,}902\cdot 10^{-39}}
4. stała charakteryzująca moc oddziaływań słabych, mniejszą o wielkość rzędu {\displaystyle 10^{-14}} od oddziaływań silnych
5. stosunek masy elektronu do masy mionu
{\displaystyle {\frac {m}{m_{\mu }}}\sim {\frac {1}{200}}}
6. stałe charakteryzujące oddziaływania silne, np.
{\displaystyle s_{1}={\frac {\mathrm {masa\;mezonu\;\pi } }{\mathrm {masa\;protonu} }}\approx 0{,}15}
{\displaystyle s_{2}={\frac {B_{D}}{M_{p}}}\approx 2{,}35\cdot 10^{-3}}
  - {\displaystyle B_{D}=2{,}23\ \mathrm {MeV} } – energia wiązania deuteronu

Dziś lepiej rozumiemy naturę oddziaływań słabych i silnych, a za stałe fundamentalne można uznać parametry swobodne modelu standardowego. Ponadto przypisuje się bardziej fundamentalne znaczenie masie Plancka wynikającej z wartości stałej grawitacji, niż masom elektronu i protonu.